# 이름들로 만든 노래
《이름들로 만든 노래》(영어: The Song of Names)는 캐나다의 프랑수아 지라르 감독이 연출한 2019년 드라마 영화로, 노먼 러브렉트의 동명 소설을 원작으로 한다. 팀 로스와 클라이브 오언이 출연한다.

## 줄거리
2차 세계대전 중 부모와 형제자매를 잃은 폴란드 출신의 9살 바이올린 신동 도비들 라포포트는 영국으로 입양되어 시몬스 가의 아들 마틴과 형제처럼 자란다. 도비들은 바이올린 연주를 계속하며 자신의 가족을 잊지 못한다. 시간이 흘러 21살이 된 도비들은 중요한 콘서트를 하루 앞두고 바이올린과 함께 갑자기 사라진다. 
실종 후 도비들이 버스에서 잠이 들어 우연히 간 폴란드계 유대인 커뮤니티에서 자신의 가족의 생사를 묻고, 전쟁 중 사망한 라포포트 성을 가진 사람들의 목록을 노래 형식으로 듣게 되면서 그의 가족이 모두 사망했다는 사실을 알게 된 것이 밝혀진다. 그 충격으로 도비들은 무너진다.
몇십 년 후, 56세가 된 마틴은 바이올린 연주 스타일이 그의 실종된 형과 똑같은 바이올리니스트에 대해 알게 된다. 마틴은 폴란드로 가서 도비들의 옛 연인을 만나 도비들이 뉴욕으로 갔다는 사실을 알게 되고, 뉴욕에서 결혼하여 아이까지 있는 도비들을 찾아낸다. 마틴은 도비들에게 화를 내며 콘서트에서 연주하도록 설득하려 한다. 처음에는 거부하던 도비들은 두 가지 조건을 내걸고 결국 연주를 수락한다.
두 달 후, 마틴과 그의 아내는 콘서트에서 도비들이 오케스트라와 협연하고 솔로로 자신의 가족을 추모하는 "이름들의 노래"를 연주하는 것을 본다. 공연 후 마틴은 도비들에게서 편지를 받는데, 도비들은 마틴에게 자신을 죽은 사람으로 생각하고 다시는 만나지 말자는 내용을 보낸다. 마틴은 도비들이 이제 자신의 삶에서 완전히 사라졌음을 받아들이고 카디쉬를 읽으며 영화는 끝을 맺는다.

## 출연진
- 팀 로스 - 마틴 시먼즈
  - 게런 하월 - 마틴(17~23세)
  - 미샤 핸들리 - 마틴(9~13세)
- 클라이브 오언 - 도비들 래퍼포트
  - 조나 하워킹 - 도비들(17~21세)
  - 루크 도일 - 도비들(9~13세)
- 스탠리 타운젠드 - 길버트 시먼즈
- 캐서린 매코맥 - 헬렌 시먼즈
- 마그달레나 치엘레츠카 - 안나 보즈니아크
- 사울 루비넥 - 파인먼 씨
- 에디 이저드 - BBC 라디오 아나운서
- 야쿰 코틴스키 - 지그문트 래퍼포트
- 터마시 푸슈카시 - 칼 플레시 교수